# Điền Nhung
Điền Nhung (chữ Hán: 田戎, ? – 36), người huyện Tây Bình, quận Nhữ Nam, Dự Châu , thủ lĩnh quận phiệt đầu đời Đông Hán.

## Cuộc đời
Năm Canh Thủy đầu tiên (23), Nhung và đồng hương Trần Nghĩa nổi dậy đánh chiếm Di Lăng thuộc Nam Quận, ông tự xưng Tảo địa đại tướng quân, Trần Nghĩa tự xưng Lê Khâu đại tướng quân. Lực lượng lên đến mấy vạn người, Nhung lại tự xưng Chu Thành vương, Nghĩa tự xưng Lâm Giang vương .
Tháng 7 năm Kiến Vũ thứ 3 (27), Chinh nam đại tướng quân Sầm Bành soái quân Hán bao vây Lê Khâu của thủ lĩnh Sở Lê vương Tần Phong, Nhung lo sắp đến mình, muốn đầu hàng nhà Hán. Anh vợ Tân Thần can rằng: "Nay hào kiệt tứ phương cát cứ các quận quốc, đất đai Lạc Dương (chỉ Quang Vũ đế) nhỏ như lòng bàn tay, không bằng xếp giáp chờ thời thế thay đổi." Ông nói: "Đến cường thịnh như Tần vương, còn bị Chinh nam vây khốn, nói gì đến ta? Hàng kế đã quyết rồi."
Mùa xuân năm sau (28), Nhung mệnh Tân Thần giữ Di Lăng, còn mình đi Lê Khâu hàng Hán. Nhưng Tân Thần lại trộm tài sản của ông, theo đường nhỏ xin hàng Sầm Bành, còn gởi thư khuyên hàng cho Nhung. Ông ngờ Tân Thần đã bán đứng mình, nên quay sang giúp Tần Phong. Sử cũ chép Nhung được Tần Phong gả con gái, nhưng không nói rõ là trước hay sau khi ông đi cứu Lê Khâu. Nhung bị Sầm Bành đánh bại, bộ tướng Ngũ Công hàng Hán, nên phải lui về Di Lăng .
Năm thứ 5 (29), Quang Vũ đế sai Chu Hỗ thay Sầm Bành vây Tần Phong, còn Sầm Bành đi đánh Nhung. Tháng 3, ông bị Bành đánh bại ở Tân Hương, huyện Giang Lăng thuộc Nam Quận. Nhung buộc phải bỏ Di Lăng, đưa mấy chục kỵ binh chạy sang đất Thục. Bành đuổi theo đến Tỷ Quy mới về, bắt được vợ con và mấy vạn tướng sĩ của ông. Thành Gia đế Công Tôn Thuật ở đất Thục phong cho Nhung làm Dực Giang vương.
Năm thứ 6 (30), Công Tôn Thuật bỏ qua đề xuất của Kinh Hàm: lấy Duyên Sầm, Điền Nhung làm tướng tiến đánh quân Hán. Sầm, Nhung cũng xin đi, nhưng không được chấp nhận.
Tháng 3 năm thứ 9 (33), Thuật mệnh Nhung cùng Nhiệm Mãn, Trình Phiếm đem mấy vạn quân cưỡi bè xuống Giang Quan (đối diện thành Bạch Đế ở bờ bên kia Trường Giang), đánh phá Phùng Tuấn cùng bọn Điền Hồng, Lý Huyền. Quân Thục nhổ được Di Đạo, Di Lăng chiếm cứ Kinh Môn, Hổ Nha. Họ chắn ngang Trường Giang làm phù kiều (cầu nổi), đẩu lâu (lầu cao), cắm toàn trụ (rào cọc), cắt đứt đường thủy, đóng trại trên núi, để chống quân Hán. Sầm Bành tấn công mấy lần đều không thắng nổi.
Mùa xuân năm thứ 11 (34), Sầm Bành tập hợp thủy quân tấn công Kinh Môn, gặp lúc gió lớn, thuyền của quân Hán xô vào cầu nổi, rồi bị mắc lại bởi rào cọc. Quân Hán liều chết xông lên, ném đuốc lên cầu. Gió to lửa dữ, cầu – lầu đều cháy rụi, Bành dốc quân ra đánh, quân Thục đại loạn, Nhiệm Mãn bị chém, Trình Phiếm bị bắt, còn Nhung chạy đi Bảo Giang Châu thuộc Ba Quận. Phùng Tuấn đuổi theo bao vây Bảo Giang Châu.
Tháng 7 năm thứ 12 (36), thành vỡ, Nhung bị xử tử .